# Enceinte de Placey
L'enceinte de Placey est un vestige archéologique d'une motte castrale du XIIIe siècle, protégé des monuments historiques, situé à Placey, dans le Doubs. 

## Historique
L'enceinte fortifiée semble avoir été une dépendance de l'abbaye Saint-Paul de Besançon dès 1223. Elle aurait alors protégé une église et un cimetière. Par la suite, l'enceinte a été abandonnée avant le XIIIe siècle. Au XVe siècle, le site est désigné par le nom de Chatelard désignant une fortification abandonnée. L'absence de fouilles archéologiques poussées et l'absence de textes rendent difficiles l'identification du site et l'utilisation de celle-ci.
Depuis 1995, les vestiges sont inscrits aux monuments historiques.

## Description générale
Le site présente une forme circulaire d'environ 100 mètres de diamètre et devait consister en une fortification de terre : les remblais du fossé creusé servait à ériger une muraille de terre à l'intérieur de la zone délimitée par le fossé. Aucune maçonnerie n'ayant été retrouvée, les constructions devaient être en construction dite légère (bois). Le site servait vraisemblablement à protéger une église et un cimetière.